# Charles-Jean de la Vallée-Poussin
Charles Jean de la Vallée-Poussin va néixer a Lovaina, Bèlgica, on hi va passar la major part de la seva vida. El seu oncle Louis-Philippe Gilbert va ser-li professor de matemàtiques a la Universitat Catòlica de Lovaina després d'haver obtingut el grau d'enginyeria, i va ser animat a fer un doctorat en ciències físiques i matemàtiques. L'any 1891 quan tenia 25 anys va ser professor ajudant en Anàlisi Matemàtica.
Després va ser professor a la mateixa universitat (igual que el seu pare, Charles-Louis-Joseph-Xavier de la Vallée-Poussin, que va ensenyar mineralogia i geologia) el 1892, quan Gilbert va morir i Charles-Jean de la Vallée-Poussin va obtenir el ser càrrec.
Mentre ensenyava també feia investigacions en anàlisi matemàtica i sobre la teoria de nombres. El 1905 va ser premiat amb el Premi Desenal de Matemàtica Pura 1894-1903. Aquest premi també li va ser concedit el 1924 pel seu treball en el període 1914 a 1923. El 1898 va ser nomenat corresponsal de la Reial Acadèmia (quan tenia 32 anys) i membre de l'Acadèmia el 1908. El 1923 va ser President de la Divisió de Ciències. El 1914 va marxar de Lovaina per causa de la invasió de l'exèrcit alemany i va ser convidat a ensenyar a la Universitat Harvard als Estats Units. Això va ser seguit per càtedres a París al Collège de France i a la Sorbona el 1918.
Després de la guerra va tornar a Bèlgica, va crear-se la Unió Internacional de Matemàtics i va ser convidat a convertir-se en el seu president (President d'Honor). Entre el 1918 i 1925 va viatjar intensament, ensenyant a Ginebra, Estrasburg i Madrid i després als Estats Units, on va donar conferències a les Universitats de Chicago, Berkeley, Brown, Yale, Princeton, Colúmbia, Filadèlfia i l'Institut Rice. Va ser doctor honoris causa de les universitats de París, Toronto, Estrasburg i Oslo, delegat de l'Institut de França i membre de l'Acadèmia Pontifícia de Nuovi Lincei, Nazionale dei Lincei, Madrid, Nàpols i Boston. Se li va concedir el títol de baró pel rei dels belgues Albert I el 1928.
El 1961, es va fracturar l'espatlla i aquest incident el va portar a la mort a la ciutat de Boitsfort (Watermaal-Bosvoorde), uns mesos més tard.
Un alumne seu, Georges Lemaître, seria més tard el primer a proposar una teoria del big-bang de la història de l'Univers.